# Andrés Neuman
Andrés Neuman (Buenos Aires, 1977), és un escriptor argentí. Fill de músics emigrants, va acabar de créixer a Granada, on va donar classes de literatura hispanoamericana a la universitat. Des de 1991 viu a Granada. Influït per la globalització, les seues obres mostren aquesta influència.
La seva primera novel·la, Bariloche (1999), va ser finalista del Premi Herralde i va entrar a la llista de les 10 millors obres de l'any segons El Cultural. Les seves següents novel·les són La vida en las ventanas (2002), Una vez Argentina (2003) i El viajero del siglo (2009), Premi Alfaguara i Premi de la Crítica, i votada entre les cinc novel·les de l'any per la crítica d'El País i El Mundo. També ha escrit els llibres de contes El que espera, (2002) El último minuto (2007) i Alumbramiento (2006); els aforismes El equilibrista (2005), el llibre sobre Amèrica Llatina Cómo viajar sin ver (2010) i el volum Década (2008), que reuneix els seus poemes publicats.